# Wang Qiucen (artista)
Wang Qiucen (xinès: 王秋岑; pinyin: Wáng Qiūcén) fou un pintor contemporani nascut el 1913 a Changzhou, província de Jiangsui va morir el 1993. Va fer amistat amb molts personatges famosos en aquest període i un rumor deia que el seu mecenes fou el coneguy gànster Du Yuesheng padrí de 
la droga a la zona de Xangai. S'adherí al Kuomintang i durant els anys 30 ocupà càrrecs en l'Administració nacionalista. Posteriorment a l'arribada dels comunistes al poder el 1949, acusat de contrarevolucionari, va sofrir represàlies i va sofrir tortures i obligat a fer una autocrítica. Als anys 60 (en temps de la Revolució Cultural) va ser internat en un centre de reeducació. Com a pintor va destacar en paisatges de caràcter tradicional i en retrats. La seva vàlua fou reconeguda en els anys quaranta del segle passat. A Xangai i Chonqing va exhibir les seves obres en solitari. Malgrat la marginació que les autoritats comunistes el van sotmetre, va continuar la seva activitat artística.